# Enfer (De La Bibliotèque Nationale)
Enfer [De La Bibliotèque Nationale] è il quinto album in studio del gruppo musicale Mastercastle, pubblicato il 14 ottobre 2014 dalla casa discografica Scarlet Records.
L'album è stato registrato da Pier Gonella tra giugno 2014 e agosto 2014 presso il MusicArt studio (Genova, Italia).
 I brani sono stati composti tra dicembre 2013 e maggio 2014 . Il mixaggio e la masterizzazione sono stati eseguiti sempre da Gonella con l'aiuto di Giuseppe Orlando degli Outer Studio (Roma).
 La traccia strumentale Coming Bach è una rivisitazione in chiave hard rock del Preludio in Re minore BWV 999 di Johann Sebastian Bach. 
 La versione Digipack dell'album include 2 "bonus track": la traccia Cat-House, che è un brano del secondo album della band Last Desire, riarrangiato e risuonato, e la traccia Alone, tratta dall'album Dangerous Diamonds, rifatta in versione strumentale con ospite alla batteria Alessandro Bissa.

## Il disco
Tutti i testi sono scritti da Giorgia Gueglio. e consistono in un affascinante viaggio nel concetto di "segreto" (simboleggiato dalla sezione dei libri "proibiti" della famosa biblioteca parigina).
In una recente intervista la stessa Gueglio ha spiegato: 
"'....'Enfer' è la sezione dei testi proibiti (ossia contrari alla morale comune, alla religione e alla politica) nella Biblioteca di Parigi. In quella di Londra si chiama 'Arcana'. Sezione creata nel ‘700 si dice da Napoleone, per limitare i danni che certe penne irriverenti, come Apollinaire, Mirabeau, De Sade, Casanova, facevano alla stabilità morale..." 
"Non è un concept album, ogni brano vive di vita propria.
Qualche esempio: 'The Castle', il brano che apre il cd e uno dei miei preferiti, rappresenta la ricerca di un rifugio da tutto. Il castello è un luogo sicuro, dove pietre centenarie proteggono dai raggi di sole invadenti, da piogge violente, a volte sembra che il tempo stesso si fermi dentro le sue stanze. Le guerre le lasciamo fuori.
'Pirates': Giocavo ai pirati da bambina, col mio amico dagli occhi grigi come il mare d'inverno. Ricordo tutto. La sensazione di libertà, di concentrazione nel gioco, di assoluta fantasia che per noi era realtà. Eravamo spesso liberi, sulla spiaggia del nostro paese sul mare. La fantasia trasforma la realtà. Sa essere anche pericolosa, vero, se uno vive solo di quella. Ma rimane comunque una delle poche magie che sa compiere l'essere umano.
'Enfer', canzone del nostro videoclip, tratta della difficoltà di amare, inferno e paradiso si alternano nelle nostre giornate, spesso gli altri ci impongono una maschera che non si riesce a togliere. L'unica salvezza è non smettere di camminare di notte, soli o con l'ottima compagnia di chi ci accetta come siamo."

## Tracce
1. The Castle - 4:18 - (Gueglio, Gonella)
2. Let Me Out - 4:16 - (Gueglio, Gonella)
3. Naked - 3:47 - (Gueglio, Gonella)
4. Pirates - 4:08 - (Gueglio, Gonella)
5. Enfer  - 4:31 - (Gueglio, Gonella)
6. Straight To The Bone - 4:41 - (Gonella)
7. Throne Of Time - 3:07 - (Gueglio, Gonella)
8. Behing the Veil - 3:46 - (Gueglio, Gonella)
9. Venice - 3:42 - (Gueglio, Gonella)
10. Coming Bach - 4:49 - (Gueglio, Gonella)
11. Cat-House - 4:57 - (Gueglio, Gonella)
12. Alone - 3:54 - (Gueglio, Gonella)

## Formazione
- Giorgia Gueglio: voce
- Pier Gonella: chitarra
- Steve Vawamas: basso
- Francesco La Rosa: batteria